# Anna Nelke
Anna Nelke (ur. 19 kwietnia 1959) – polska lekkoatletka, specjalizująca się w rzucie dyskiem, medalistka mistrzostw Polski.

## Kariera sportowa
Była zawodniczką Lechii Gdańsk.
Na mistrzostwach Polski seniorek na otwartym stadionie zdobyła jeden medal: brązowy w rzucie dyskiem w 1988. 
Rekord życiowy w rzucie dyskiem: 55,26 (14.06.1987).